# أدب سعودي
ظَهر الأدب السعودي كنتيجة طبيعية للإرث الأدبي المستمر منذ عقود قديمة في الجزيرة العربية، حيث يمكن تتبع ولادة هذا الأدب من فترة مبكرة جداً من عمر الدولة السعودية في القرن الرابع عشر الهجري/ أوائل العشرين الميلادي. ومن أبرز رواد الأدب السعودي في نجد، الشاعر محمد بن عبد الله بن عثيمين الذي أحدث نهضة في الأسلوب الشعري، كما نبغ أدباء في الوقت نفسه في الأحساء والقطيف شرق المملكة، وشهدت بدايات العهد السعودي في الحجاز عام 1344هـ / 1925م ثراءً في الإنتاج والتداول؛ وذلك لوجود حركة أدبية حديثة آنذاك خصوصاً مع توفر تقنية الطباعة - أُنشئت أول مطبعة في مكة المكرمة عام 1300هـ / 1883م - واتصال أدبائه بالحركة الأدبية النشطة في العواصم العربية، ومن مظاهر ذلك أن أول إصدار في تاريخ المملكة كان كتاب «أدب الحجاز»، الذي أصدره محمد سرور الصبان في عام 1344هـ، وتلاه كتاب «المعرض»، الذي صدر في السنة التي تليها عن دار «المكتبة الحجازية»، وهي أول دار نشر تأسست في المملكة، ثم كتاب «خواطر مصرحة» لمحمد حسن عواد في العام نفسه (1345هـ)، وهو أول أديب سعودي ينشر كتاباً أدبياً مستقلاً، وفي هذه الفترة، غلب الشعر وبشكله العمودي على باقي الأجناس الأدبية، وكتب الشعراء في الأغراض الشعرية المختلفة، إلى جانب التطرق للقضايا الاجتماعية، والسياسية المختلفة شعراً ونثراً.

## الصحافة والإذاعة وسيطان للأدب السعودي
لم تكن الكتب المطبوعة هي المساحة الوحيدة التي تطور فيها الأدب في المملكة، فقد أصبحت الصحافة فضاءً زاخراً ظهرت فيه أهم الأعمال الأدبية، وتبلورت المدارس الأدبية حول ما ينشره الأدباء والنقاد فيها، وقد تأسست صحيفة أم القرى في جمادى الأولى 1343هـ/ ديسمبر 1924م، وتوالى ظهور الصحف والمجلات، فصدرت منذ ذلك التاريخ حتى 1383هـ / 1946م العام الذي صدر فيه نظام المؤسسات الصحفية الأهلية، حتى وصلت ثلاثاً وثلاثين صحيفة ومجلة، وتعاقب على شؤون هذه الصحف والمجلات والكتابة والنشر العديد من الأدباء المهمين في تاريخ المملكة، وتُعد مجلة «المنهل» المتخصصة في مجالات الأدب والثقافة تحديداً -صدر العدد الأول في عام 1355هـ / 1937م-، أقدم مجلة أدبية في المملكة، وفي عام (1372هـ/1953م) صدرت أول مطبوعة صحفية في المنطقة الوسطى، وهي مجلة اليمامة، التي كانت من أهم روافد الأدب السعودي والعربي، وبالإضافة إلى الصحف، وجد الأدباء منبراً آخر للتفاعل مع أعمالهم في الإذاعة، إذ قدّمت الإذاعة السعودية العديد من البرامج الأدبية والشعرية، شارك فيها الأدباء، وذلك منذ تأسيسها في الثالث والعشرين من رمضان في العام 1368هـ (28/7/1949م) بجدة، وما توالى بعدها من إذاعات أخرى.

## ظهور المؤسسات الأدبية
أسهم الاهتمام بالتعليم بشكل مباشر في نهضة الأدب السعودي، بداية من الكتاتيب والمدارس الأهلية، ثم إنشاء وزارة المعارف (وزارة التعليم حالياً)، وفي عام 1377هـ/1957م أُنشئت جامعة الرياض (جامعة الملك سعود فيما بعد)، وكانت كلية الآداب هي أول كلياتها، وأول كلية للآداب في المملكة، وبعد ذلك بثلاث سنوات تأسست الرئاسة العامة لتعليم البنات، ومع انتشار التعليم، وتنامي الحركة الأدبية في السعودية، وتزايد أعداد الأدباء، تولّد لدى المهتمين من الأدباء التطلع إلى إيجاد محاضن تخدم الأدب والفن والثقافة، وقد ساهمت هذه الرغبة في تأسيس الجمعية العربية السعودية للفنون في 19/11/1393هـ (13/12/ 1973م)، بعد اجتماع عدد من المثقفين والأدباء مع الرئيس العام لرعاية الشباب، ثم عُدّل الاسم حتى أصبح الجمعية العربية السعودية للثقافة والفنون، ومن يومها قدمت الجمعية عدداً من الأنشطة والفعاليات المختلفة، وضمت لجاناً مختلفة تهم عموم المثقفين والفنانين، وتمس الأدباء بمختلف توجهاتهم، ولدى الجمعية اليوم ستة عشر فرعاً في مناطق المملكة المختلفة، وشارك في مجالس إداراتها المختلفة العديد من أبرز أدباء ومثقفي البلد.
بعد عامين من تأسيس الجمعية، أُنشئت في 1395هـ/1975م المؤسسة الأكثر اتصالاً بالأدب والأدباء، وهي الأندية الأدبية، وذلك في كل من: الرياض، وجدة، والطائف، ومكة المكرمة، والمدينة المنورة، وجازان، ثم توالى افتتاح الأندية بعد ذلك؛ لتشمل جميع مناطق المملكة، وعددها اليوم (16) نادياً.
تُعد الأندية الأدبية بمناشطها وفعالياتها المتعددة، من محاضرات وندوات وحلقات نقاش وإصدارات متنوعة، من أهم الروافد المؤسسية للأدب في المملكة، كما أنها أقامت العديد من الملتقيات والمهرجانات المهمة في تاريخ الأدب السعودي، وأسهمت في إظهار المواهب الأدبية، وأفسحت المجال أمام الأدباء والمفكرين للالتقاء والتأثير، كما لفتت الاهتمام إلى دور الأدب والأدباء في نشر الوعي ونهوض المجتمعات.

## التجديد في الشعر
مع ازدهار الكتابات الأدبية في الصحف والمجلات الأدبية، والنشاط الأدبي الذي ساد في الصالونات الثقافية، والأندية الأدبية من جهة، وانفتاح الأدباء بشكل أكبر على نظرائهم من العرب، وعلى الأدب الغربي من جهة أخرى، صنع ذلك كله الظرف المواتي لظهور أنماط حديثة من الكتابة الأدبية، على يد أجيال من الشعراء أدخلوا أساليب جديدة في القصيدة منذ أواخر الستينات الميلادية، وإن كان التحديث في الشعر قد بدأ عند بعض الشعراء السابقين، إلا أن القصيدة في هذه المرحلة تغيرت ليس على مستوى الإيقاع فحسب، بل شمل ذلك صياغة الجملة الشعرية نفسها، وأصبح الشعر مشغولاً بتساؤلات نحو الذات بمعناها الفردي، والوطني، والقومي، والإنساني.
وقد شاع الاتجاه الرومانسي الذي وجد لنفسه مكاناً عند الشعراء في تلك الفترة، من أبرزهم عبد الله الفيصل، وحسن القرشي، وسعد البواردي، وآخرون كثر، كما اتجه بعضهم للمدرسة الرمزية، ومن أهم الملامح الشكلية للأسلوب الجديد؛ النزوع إلى التفعيلة في الشعر، والتململ من البحور الخليلية وصولاً في مراحل لاحقة إلى كتابة قصيدة النثر، لكن هذا النزوع لم يتوقف على الشكل، بل صبغ المضامين أيضاً، لتتضح من السبعينات معالم الحداثة الشعرية وتغادر جمهرة أكبر من الشعراء الوجهتين التقليدية والرومانسية، شكلاً ومضموناً مع بروز عدد من الشعراء، مثل محمد العلي، وغازي القصيبي، وعلي الدميني، وأحمد الصالح، وسعد الحميدين، وحسن السبع، الذين احتوت نصوصهم -بالإضافة إلى الرمزية- على معجم أكثر دلالة على الجِدّة، واستعمال أساليب غير تقليدية.
ظهرت منذ أواخر السبعينات وبجلاء أكبر في الثمانينات حركة الحداثة على يد شعراء تأثرت قصائدهم بهموم الهوية، ولم يمنعهم الانشغال بالآخر وقضاياه من الكتابة في أدق المواضيع المحلية، كما غابت الفوارق المناطقية بينهم، فلم يعد الاختلاف ملحوظاً بين شاعر من الأحساء وآخر من الطائف، أو شاعر من جازان وآخر من الرياض، من أبرزهم محمد الثبيتي، ومحمد جبر الحربي، وعبدالله الصيخان، وفوزية أبوخالد، وآخرون كُثر يصعب حصرهم. وشاركت النساء أيضًا كانت أولهم الشاعرة سكينة الشريف، أول شاعرة سعودية يُوثق اسمها وسيرتها وقصائدها في موسوعة الشعر العربي "الديوان".
لم تقتصر الحركة الحداثية، على الشعر فحسب، بل أثّرت في مختلف الفنون الأدبية، كما رافق هذه الحركة ظهور حالة نقدية موازية، لم تقل شأناً عن الحركة الإبداعية نفسها، ورافقتها كذلك معارضة شديدة، بعضها معارضة تقليدية تحتفي بالشكل التقليدي أو المضامين التقليدية للقصيدة، وتقاطعت هذه المعارضة مع موجة الأدب الإسلامي التي كتب في نسقها عدد من الكتّاب في الشعر، وكذلك أيضاً في فنون القصة والرواية.

## القصة القصيرة والرواية
ارتبطت كتابة القصة القصيرة بالصحف، ولم تخل الصُحف الأولى في السعودية من كتابات قصصية، وكانت "أولى الخطوات الجادة الواعية التي اُتخذت من جانب مجلة المنهل لصاحبها الشيخ عبد القدوس الأنصاري، فالمنهل منذ صدور عددها الأول سنة 1355هـ/ 1937م قد أولت الأدب القصصي عناية خاصة، وأفردت له باباً ثابتاً في أعدادها الشهرية"، ولكن الكتابات في مجال القصة عموماً لم تجد الكثير من الاهتمام، فظلت محدودة فنياً، ويرى بعض الباحثين أن النقلة الفنية في كتابة القصة القصيرة جاءت مع بدايات السبعينات الميلادية، على يد عدد من كتابها الذين أحدثوا تحولاً جمالياً بعد الكتابة التقليدية لأكثر من ثلاثة عقود مضت، وكذلك احتاجت الرواية السعودية إلى عقود منذ أولى محاولاتها في ثلاثينيات القرن حتى تحقق دفعة قوية في الثمانينات الميلادية، «حيث يسجل لهذا المرحلة، والتي تليها بدء تسارع إيقاع الإنتاج الروائي، وزيادة تراكمه، وتنوع موضوعاته، وتطور تقنياته»، ويبرز في هذه الفترة اسم عبدالعزيز مشري الذي كان كاتباً للقصة القصيرة قبل أن ينتقل للرواية، ويقدم خمس روايات منذ (1406-1417هـ)(1986-1997م)، ثم انطلق التحول الأكبر في الرواية السعودية في التسعينات، كما تجلى الحضور النسائي بشكل متزايد في المشهد الروائي، وكانت طفرة الرواية السعودية متضافرة مع تصاعد وهج الرواية في العالم العربي، وفي العالم.

## الاهتمام بأدب الطفل
بدأ ظهور أدب الطفل المطبوع  في العام 1379هـ/1959م عندما أصدر طاهر زمخشري العدد الأول من مجلة الروضة المخصصة للأطفال لتشكل بداية ظهور أدب الطفل في السعودية، وساهم فيها عدد من الأدباء مثل عبدالغني قستي، وإبراهيم علاف، وأحمد السباعي، وعزيز ضياء، وحياة عنبر، وابتداءً من العام 1383هـ/1963م خصصت بعض الصحف وهي المدينة، والبلاد، والجزيرة، والرياض، وعكاظ، صفحات أسبوعية للأطفال، في عام 1397هـ/1977م صدرت مجلة حسن، والتي رأس تحريرها يعقوب محمد إسحاق، أحد الرواد في أدب الطفل في المملكة، ظهرت بعد ذلك عدة سلاسل ومجموعات قصصية، شارك فيها عدد من الرواد أمثال عبدالكريم الجهيمان، وعبدالرحمن المريخي، وهاني فيروزي، وهاني المدني، وعبدالرحمن الرويشد، وآخرون، واستمر الاهتمام بأدب الطفل في المملكة بعد دخول عدد من دور النشر، والمؤسسات الخاصة، وبرز عدد كُتّاب حققوا إنجازات على المستوى العربي مثل أروى خميّس التي حصلت على جائزة الكتاب الذهبي في مهرجان الشارقة الثقافي عام 2006.

## الصوالين الأدبية الأهلية
لم يكن الفضاء الذي نشط فيه الأدباء محصوراً في أركان المؤسسات فقط، إذ منذ الستينات الميلادية، وقبل ظهور الأندية، أخذت أشكال من الصوالين والمنتديات الأدبية الأهلية تكتسب انتشاراً جعلها في قلب حالة التداول الأدبي، وازدهرت في مختلف المدن السعودية، وترسخت مكانتها في الوسط الأدبي، وتعد خميسية عبد العزيز الرفاعي التي بدأت في العام (1382هـ/1962م) أول ندوة أدبية أو صالون أدبي يُقام بصفة دورية، ويدور النقاش في هذه الندوات حول مختلف الموضوعات الأدبية في أجواء أريحية، كما تقوم أيضاً بالاحتفاء بالأدباء وتكريمهم، ويصدر بعضها الكتب أو المجلات المتخصصة، أو يسجل الندوات نفسها لغرض التوثيق أو لبثها في المنصات المختلفة، ومن أشهر هذه الصوالين، اثنينية عبدالمقصود خوجة بجدة (1403هـ/1983م)، وخميسية الجاسر بالرياض (1404هـ/1984م)، وديوانية الشراري بالجوف (1406هـ/1986م)، وأحدية المبارك بالأحساء (1411هـ/1991م)، واثنينية أبو ملحة بأبها (1420هـ/2000م)، ومنتدى الثلاثاء بالقطيف (1422هـ/2002م)، واثنينية تنومة بتنومة (1422هـ/2002م)، وملتقى السيف بحائل (1423هـ/2003م)، وأحدية الرحيلي بالمدينة المنورة (1423هـ/2003م)، والعشرات غيرها في مختلف المدن والمناطق.